# 朴奉珠
朴奉珠（1939年4月10日—），中華人民共和國译作朴凤柱，曾任朝鲜劳动党中央政治局常务委员会委员、中央军事委员会委员和朝鲜国务委员会副委员长。

## 生平
出生于朝鲜咸镜北道城津市（现称金策市），毕业于朝鲜德川工业大学，历任朝鲜平安南道党委指导员、副部长、南兴青年化学联合企业党委责任书记、党中央副部长、化学工业相等职。2003年9月，他在朝鲜最高人民会议十一届一次会议上当选为朝鲜内阁总理，是一个类似于中国邓小平那样的改革派，并曾经于2001年赴韩国考察经济发展情况。另外还担任朝鲜劳动党中央委员会候补委员、最高人民会议议员。
2007年4月11日，最高人民會議決定免去其職務，同時選舉金英日為內閣總理。朴凤柱被降职为平南顺天聚乙烯醇联合企业所代表（行政负责人）。由於朴凤柱在同年1月的朝鲜内阁会议上曾主张对企业实施时薪制、日薪制以及周薪制，被批评为要引入资本主义，可能受此影響而被罢免。
2010年8月，朴凤柱重新被任命為朝鮮勞動黨輕工業部第一副部長。9月28日，當選中央委員會候補委員。
2012年4月11日，被朝鲜劳动党第四次代表会议任命为党中央委员会部长。
2013年3月31日，在朝鲜劳动党中央委员会全体会议上被补选为中央政治局委员。
2013年4月1日，朝鲜第12届最高人民会议第7次会议决定任命劳动党中央政治局委员朴凤柱为新任朝鲜总理。
2016年5月9日，在朝鲜劳动党第七次代表大会上，朴奉珠当选为朝鲜劳动党中央政治局常委。
2021年1月11日，在朝鲜劳动党第八次代表大会上，朴奉珠因年事已高，被免去一切黨內職務。
2021年9月29日，在第14届最高人民会议第5次会议上卸任国务委员会副委员长职务。

## 第一次朴奉珠内阁
- 副总理：郭範基、卢斗哲、全胜勋
- 外务相：白南舜
- 铁道相：金勇三
- 农业相：李京植
- 贸易相：林景万
- 林业相：李相武
- 水产相：李成雄
- 教育相：金勇镇
- 递信相：李锦范
- 文化相：崔益奎
- 财政相：文日峰
- 劳动相：郑永洙
- 保健相：金秀學
- 商业相：李勇善
- 陆海运相：金英日
- 轻工业相：李周伍
- 采掘工业相：李光男
- 电子工业相：吴秀容
- 化学工业相：李茂英
- 收购粮政相：崔南钧
- 国家检阅相：金义淳
- 城市经营相：崔钟建
- 人民保安相：朱相成
- 电力煤炭工业相：朱东一
- 金属机械工业相：金承铉
- 建设建材工业相：董正浩
- 国土环境保护相：张日善
- 国家建设监督相：裴达俊
- 国家计划委员会委员长：金光麟
- 体育指导委员会委员长：文在德
- 科学院长：边永立
- 中央银行总裁：金完洙
- 中央统计局长：金昌洙

## 第二次朴奉珠内阁
副总理：
卢斗哲，康能洙，赵秉洙，姜锡柱，李武荣，金勇镇，李铁万，金仁植，全胜勋
政治局：
全炳浩
各委员会：
- 国家教育委员会委员长：金胜斗
- 国家价格制定委员会委员长：梁益京
- 国家计划委员会委员长：卢斗哲
- 国家科学技术委员会委员长：崔相建
- 国家质量监督委员会委员长：崔光来
- 首都建设委员会委员长：金仁植
- 国家合营投资委员会委员长：李光根

各部：
- 建设建材工业省：董正浩
- 轻工业省：安正洙
- 国家建设监督省：金锡俊
- 国家检阅省：金义淳
- 国家资源开发省：李春三
- 国土环境保护省：金敬骏
- 金属工业省：金勇光
- 机械工业省：李钟国
- 劳动省：郑永秀
- 农业省：李铁万
- 都市经营省：姜荣秀
- 贸易省：李龙男
- 文化省：洪光淳
- 保健省：姜夏国
- 高等教育省：太亨彻
- 商业省：李成浩
- 煤炭工业省：林南秀
- 收买粮政省：文应兆
- 水产省：李学礼
- 食品日用品工业省：赵英哲
- 外务省：朴义春
- 原油工业省：裴学礼
- 陆海运省：姜鍾寬
- 林业省：金光永
- 财政省：崔光镇
- 电力工业省：金萬秀
- 电子工业省：金在成
- 采掘工业省：姜敏哲
- 铁道省：全吉壽
- 递信省：沈哲浩
- 体育省：李從茂
- 化学工业省：李武荣

其它：
- 内阁事务局：金永浩
- 中央统计局：金昌洙
- 国家科学院：張哲
- 社会科学院：李惠正
- 中央银行：白龍天

## 第三次內閣
- 總理：朴凤柱
- 政治局局長﹕申英哲
- 副總理兼國家計畫委員長：盧鬥哲
- 副總理：金勇進
- 副總理兼化學工業相：李務榮
- 副總理兼農業相：李哲萬
- 外務相：李容浩
- 電力工業相：金萬秀
- 煤炭工業相：文明學
- 金屬工業相：金勇光
- 輕工業相：安正洙
- 鐵道相：全吉壽
- 陸海運相：姜宗寬
- 採掘工業相：李學哲
- 國家資源開發相：李春三
- 石油工業相：裴學
- 林業相：韓龍國
- 機械工業相：李鐘國
- 原子能工業相：李濟善
- 電子工業相：金在成
- 遞信相：沈哲浩
- 建設建材工業相：董正浩
- 國家建設監督相：權成虎
- 食品日用品工業相：趙永哲
- 水產相：李赫
- 財政相：崔光鎮
- 勞動相：鄭永秀
- 貿易相：李龍男
- 國家科技委員長：崔相建
- 國家科學院院長：張哲
- 國土環境保護相：金敬駿
- 城市管理相：康永壽
- 收購糧政相：文應兆
- 商業相：金京男
- 教育委員會委員長兼普通教育相：金勝斗
- 金日成綜合大學校長兼教育委員會高等教育相：太亨徹
- 保健相：姜夏國
- 文化相：朴春男
- 體育相：李從茂
- 中央銀行總裁：金千均
- 中央統計局局長：李勝鎬
- 內閣事務長：金永浩

## 出訪外國
- 2005年3月22日至27日，朴奉珠以時任北韓總理身份曾对中国大陸进行正式友好访问。